# هفت‌چشمه (چگنی)
هفت‌چشمه (خرم‌آباد)، شهری از توابع بخش دوره چگنی شهرستان خرم‌آباد در استان لرستان ایران است. این روستا پس از تجمیع با روستاها و نقاط جمعیتی داربید و نصرت‌آباد از توابع همین بخش به شهر تبدیل و به عنوان شهر هفت‌چشمه شناخته می‌شود.

## جمعیت
این شهر براساس سرشماری مرکز آمار ایران در سال ۱۳۸۵، جمعیت آن ۳۲۵ نفر (۵۷خانوار) بوده‌است.